# Vòng âm đạo

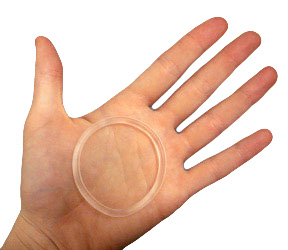
NuvaRing

Vòng âm đạo là các thiết bị phân phối thuốc được làm bằng polymer với thiết kế để cung cấp sự giải phóng thuốc có kiểm soát để đưa thuốc vào âm đạo trong thời gian dài. Vòng được đưa vào âm đạo và cung cấp khả năng tránh thai. Vòng âm đạo có một kích cỡ và phù hợp với hầu hết phụ nữ.
Mối tương quan giữa ung thư vú và việc sử dụng vòng âm đạo đang được nghiên cứu, nhưng tài liệu gần đây cho thấy rằng các hormone được sử dụng trong vòng âm đạo có rất ít liên quan đến nguy cơ phát triển ung thư vú.

## Kiểm soát sinh sản
Vòng âm đạo được đưa vào cơ thể mỗi tháng một lần. Để vòng âm đạo trong âm đạo trong thời gian ba tuần nó sẽ tuần tự giải phóng hormone vào cơ thể, chủ yếu là estrogen âm đạo và/hoặc progestogen (một nhóm các hormone trong đó có progesterone) - vốn là các hormone tương tự được sử dụng trong thuốc ngừa thai. Những hormone này hoạt động chủ yếu bằng cách ngừng rụng trứng và làm dày chất nhầy cổ tử cung, tạo ra một hàng rào ngăn không cho tinh trùng thụ tinh với trứng.  Về mặt lý thuyết chúng có thể ảnh hưởng đến việc cấy ghép nhưng không có bằng chứng cho thấy các hormone có ảnh hưởng đến việc này. Mang vòng liên tục trong ba tuần sau đó là một tuần nghỉ, mỗi vòng âm đạo có hiệu quả kiểm soát sinh sản trong một tháng. Để tránh thai sử dụng liên tục, người dùng cũng có thể chọn đeo vòng âm đạo trong chu kỳ bốn tuần đầy đủ. Cách tránh thai này sẽ làm mất kinh nguyệt hàng tháng. Trong suốt tuần đeo thêm, nồng độ hormone trong huyết thanh sẽ vẫn nằm trong phạm vi tác dụng tránh thai.